# Dunakeszi vasútállomás
Dunakeszi vasútállomás (korábban: Dunakeszi-Alag vasútállomás) egy Pest vármegyei vasútállomás Dunakeszi településen, a MÁV üzemeltetésében. A belterület déli széle közelében helyezkedik el, közúti elérését csak városi utak biztosítják.

## Vasútvonalak
Az állomást az alábbi vasútvonalak érintik:
- Budapest–Szob-vasútvonal

## Kapcsolódó állomások
A vasútállomáshoz az alábbi állomások vannak a legközelebb:
- Dunakeszi alsó megállóhely (Budapest–Szob-vasútvonal)
- Dunakeszi-Gyártelep megállóhely (Budapest–Szob-vasútvonal)

## Iparvágányok
Dunakeszi vasútállomásnál két iparvágány is kiágazik:
- a Dunakeszi konzervgyár iparvágánya, illetve
- a Dunakeszi Járműjavító Kft. (volt Dunakeszi Főműhely) iparvágánya. Utóbbinak iparvágánya az állomást elhagyva közvetlenül halad a Budapest–Szob-vasútvonal mellett, majd Dunakeszi-Gyártelep megállóhelynél halad csak be az üzembe.

## Megközelítés tömegközlekedéssel
- Elővárosi busz:  308, 309, 310, 311, 324, 325, 371
- Helyi busz:  2, 2A, 3, 4, 5, 7, 8[1]
- Éjszakai busz:  1É

## Forgalom
| Járat | Útvonal | Gyakoriság                                                                                 |
| ----- | --- | ------------------------------------------------------------------------------------------ |
| S70   | Budapest-Nyugati – Rákosrendező – Istvántelek – Rákospalota-Újpest – Dunakeszi alsó – Dunakeszi – Dunakeszi-Gyártelep – Alsógöd – Göd – Felsőgöd – Sződ-Sződliget – Vác-Alsóváros – Vác (– Verőce – Kismaros – Nagymaros-Visegrád – Nagymaros – Zebegény – Szob alsó – Szob) | Félóránként, hétvégén éjszaka óránként                                                     |
| G70   | Budapest-Nyugati – Rákosrendező – Rákospalota-Újpest – Dunakeszi – Dunakeszi-Gyártelep – Felsőgöd – Vác-Alsóváros – Vác – Verőce – Kismaros – Nagymaros-Visegrád – Nagymaros – Zebegény – Szob alsó – Szob                                                                   | Munkanapokon csúcsidőben óránként, szombaton reggel 3 Budapest felé és hétvégén napi 2 pár |